# Булахов Михайло Гапейович
Бу́лахов Михайло Гапейович (біл. Булахаў Міхаіл Гапеевіч, 22 липня 1919, с. Маслаки Могильовської області, Білорусь — 5 травня 2012) — білоруський мовознавець. Доктор філологічних наук (1966), професор (1967). Заслужений діяч наук Білорусі (1972). Нагороджений медаллю (1990) та орденом Ф. Скорини (1997). Учасник Другої світової війни.

## Біографія
Закінчив Могильовський педагогічний інститут (1940). Працював учителем (1939—1940); у Мінському педагогічному інституті (1948—1951): асистент, викладач, старший викладач, від 1949 — завідувач кафедри російської мови; 1951—1965 — в Інституті мовознавства Білоруської АН: старший науковий співробітник, від 1952 — завідувач сектору сучасної білоруської мови. 1965—1975 — завідувач кафедри російської мови Білоруського університету; 1975—1990 — завідувач кафедри загального і російського мовознавства, від 1990 — професор Білоруського педагогічного університету. Наукові роботи присвячені російському, білоруському, слов'янському та загальному мовознавству. Вивчав «Слово о полку Ігоревім», особливості мови текстів, виданих Ф. Скориною; досліджував прикметник у білоруській мові, звукову і граматичну систему сучасної білоруської літературної мови; розробив основні принципи побудови повної граматики. Співавтор п'ятитомної «Энциклопедії „Слова о полку Игореве“» (Санкт-Петербург, 1995), керівник автор. колективу зі створення «Граматыкі беларускай мови» (т. 1, Мінськ, 1962; т. 2, Мінськ, 1966), низки навчальних підручників і посібників. Тритомна праця Б. «Восточнославянские языковеды: Библиогр. словарь» (Минск, 1976—78, т. 1—3) містить статті про життя й наукову діяльність 354-х східнослов'янських мовознавців від 16 століття.

## Праці
- Развіццё беларускай літаратурнай мови ў XIX—ХХ ст. ва ўзаемаадносінах з іншымі славянскімі мовамі. Мінск, 1958;
- Гісторыя прыметнікаў беларускай мовы XIV—XVII стагоддзяў. Мінск, 1971;
- Гісторыя прыметнікаў беларускай мовы. Мінск, 1973; Восточнославянские языки. Москва, 1987 (співавт.);
- «Слово о полку Игореве» в литературе, искусстве, науке: Краткий энциклоп. слов. Минск, 1989.